# Zsolt Harkányi
Zsolt Harkányi (ur. 1970) – węgierski kierowca wyścigowy.

## Biografia
Jest synem kierowcy wyścigowego i rajdowego, László. Karierę w wyścigach samochodów jednomiejscowych rozpoczął pod koniec lat 80. W 1989 roku zajął samochodem Formuły Easter drugie miejsce w dywizji 3, ulegając jedynie Mátyásowi Szigetváriemu, ścigającemu się zachodnim Reynardem.
W 1997 roku zadebiutował w Węgierskiej Formule 1600, ścigając się Estonią 21. Został wówczas wicemistrzem serii. Rok później wygrał siedem wyścigów i został mistrzem Formuły 1600. W 1999 roku ponownie został wicemistrzem. W 2000 roku zmienił pojazd na Reynarda Formuły Opel Lotus i zadebiutował w Formule 2000, zostając wicemistrzem. W latach 2001–2002 zdobywał natomiast mistrzostwo. W 2003 roku zdobył wicemistrzostwo.
Po zakończeniu startów samochodami jednomiejscowymi podjął się rywalizacji samochodami terenowymi.

## Wyniki
| Legenda oznaczeń w tabelach wyników Wyświetl szablon na nowej stronie | Legenda oznaczeń w tabelach wyników Wyświetl szablon na nowej stronie                                                                     |
| Oznaczenie                                                            | Wyjaśnienie |
| --------------------------------------------------------------------- | --- |
| Złoty                                                                 | Zwycięzca lub mistrzostwo |
| Srebrny                                                               | 2. miejsce lub wicemistrzostwo |
| Brązowy                                                               | 3. miejsce lub II wicemistrzostwo |
| Zielony                                                               | Ukończył, punktował (w klasyfikacji generalnej, gdy zdobył co najmniej jeden punkt na przestrzeni sezonu, poza trzema powyższymi opcjami) |
| Niebieski                                                             | Ukończył, nie punktował (w klasyfikacji generalnej, gdy nie zdobył co najmniej jednego punktu na przestrzeni sezonu)                      |
| Czerwony                                                              | Nie zakwalifikował się (NZ) |
| Czerwony                                                              | Nie prekwalifikował się (NPK) |
| Różowy                                                                | Nie ukończył (NU) |
| Różowy                                                                | Niesklasyfikowany (NS) (w klasyfikacji generalnej, gdy nie został sklasyfikowany w żadnym wyścigu sezonu)                                 |
| Czarny                                                                | Zdyskwalifikowany (DK) |
| Czarny                                                                | Wykluczony (WYK/EX) |
| Biały                                                                 | Nie wystartował (NW) |
| Biały                                                                 | Kontuzjowany (K/INJ) |
| Biały                                                                 | Wyścig odwołany (OD/C) |
| Bez koloru                                                            | Został wycofany (WYC/WD) |
| Bez koloru                                                            | Nie przybył (NP/DNA) |
| Bez koloru                                                            | Nie brał udziału w treningach (NT/DNP) |
| Bez koloru                                                            | Nie został zgłoszony (–) |
| Pogrubienie                                                           | Start z pole position |
| Kursywa                                                               | Najszybsze okrążenie wyścigu |
| †                                                                     | Nie ukończył, ale jego rezultat został zaliczony ze względu na przejechanie więcej niż 90% dystansu wyścigu.                              |
| *                                                                     | Sezon w trakcie |
| 1/2/3                                                                 | Punktowana pozycja w sprincie kwalifikacyjnym                                                                                             |
| Lista systemów punktacji Formuły 1                                    | |

### Węgierska Formuła 2000
| Rok  | Zespół         | Samochód    | Silnik | Wyniki w poszczególnych eliminacjach | Wyniki w poszczególnych eliminacjach | Wyniki w poszczególnych eliminacjach | Wyniki w poszczególnych eliminacjach | Wyniki w poszczególnych eliminacjach | Wyniki w poszczególnych eliminacjach | Wyniki w poszczególnych eliminacjach | Wyniki w poszczególnych eliminacjach | Wyniki w poszczególnych eliminacjach | Wyniki w poszczególnych eliminacjach | Wyniki w poszczególnych eliminacjach | Pkt. | Msc. |
| ---- | -------------- | ----------- | ------ | ------------------------------------ | ------------------------------------ | ------------------------------------ | ------------------------------------ | ------------------------------------ | ------------------------------------ | ------------------------------------ | ------------------------------------ | ------------------------------------ | ------------------------------------ | ------------------------------------ | ---- | ---- |
| 2000 |                |             |        | Węgry                                | Węgry                                | Węgry                                | Węgry                                | Węgry                                | Węgry                                | Chorwacja                            | Węgry                                | Węgry                                |                                      |                                      | 18   | 2    |
| 2000 | VOLÁN Autós SC | Reynard FOL | Opel   | -                                    | -                                    | -                                    | -                                    | 2                                    | 2                                    | -                                    | 2                                    | 2                                    |                                      |                                      | 18   | 2    |
| 2001 |                |             |        | Węgry                                | Węgry                                | Węgry                                | Węgry                                | Węgry                                | Węgry                                | Węgry                                | Węgry                                | Węgry                                | Węgry                                | Węgry                                | 67,5 | 1    |
| 2001 | VOLÁN Autós SC | Reynard FOL | Opel   | 1                                    | 1                                    | 1                                    | NU                                   | 1                                    | 1                                    | 1                                    | 1                                    | 1                                    | 1                                    | 1                                    | 67,5 | 1    |
| 2002 |                |             |        | Węgry                                | Węgry                                | Węgry                                | Węgry                                | Węgry                                | Węgry                                | Węgry                                | Węgry                                |                                      |                                      |                                      | 18   | 1    |
| 2002 | VOLÁN Autós SC | Reynard FOL | Opel   | 1                                    | 1                                    | 1                                    | 1                                    | -                                    | -                                    | -                                    | -                                    |                                      |                                      |                                      | 18   | 1    |
| 2003 |                |             |        | Węgry                                | Węgry                                | Węgry                                | Węgry                                | Węgry                                | Węgry                                | Węgry                                | Węgry                                | Węgry                                | Węgry                                |                                      | 33   | 2    |
| 2003 | VOLÁN Autós SC | Reynard FOL | Opel   | 1                                    | 2                                    | 2                                    | 2                                    | 2                                    | 2                                    | -                                    | -                                    | -                                    | -                                    |                                      | 33   | 2    |